# Католицизм в Литве

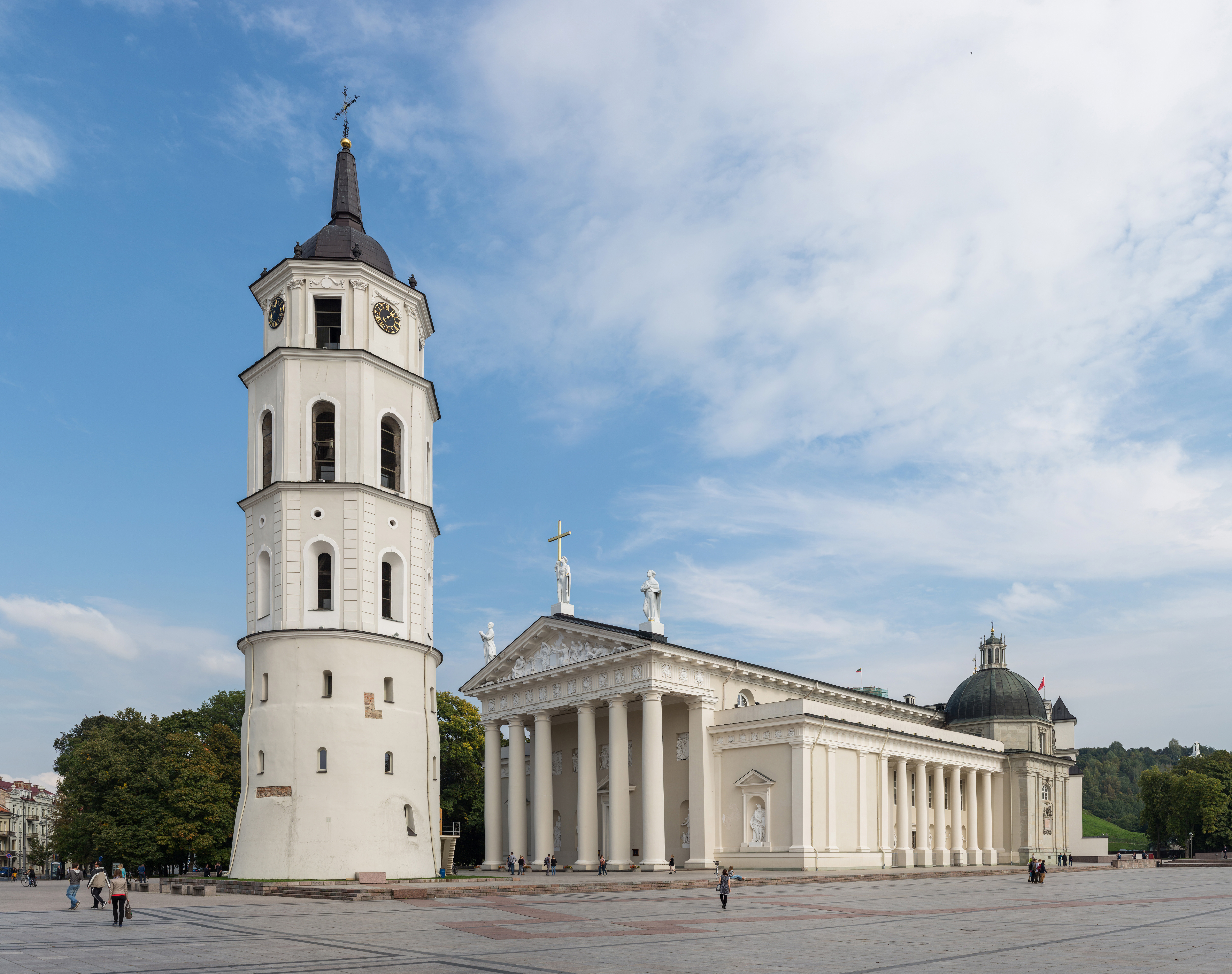
Кафедральный собор Вильнюса

Католицизм в Литве. Католическая церковь Литвы — часть всемирной Католической церкви. Католицизм — наиболее распространённая религия в стране. По данным общенациональной переписи 2001 года, католиками считают себя 2 752 447 человек или 79 % общего количества населения страны. По данным сайта catholic-hierarchy.org, в 2005 году число католиков страны составляло 2 миллиона 766 тысяч человек, то есть 80 % населения. Литва — самая северная страна мира с преобладающим католическим населением. Покровителем страны считается Святой Казимир. Наиболее известные католические святыни страны — Остробрамская икона Божией Матери и Гора Крестов.

## История

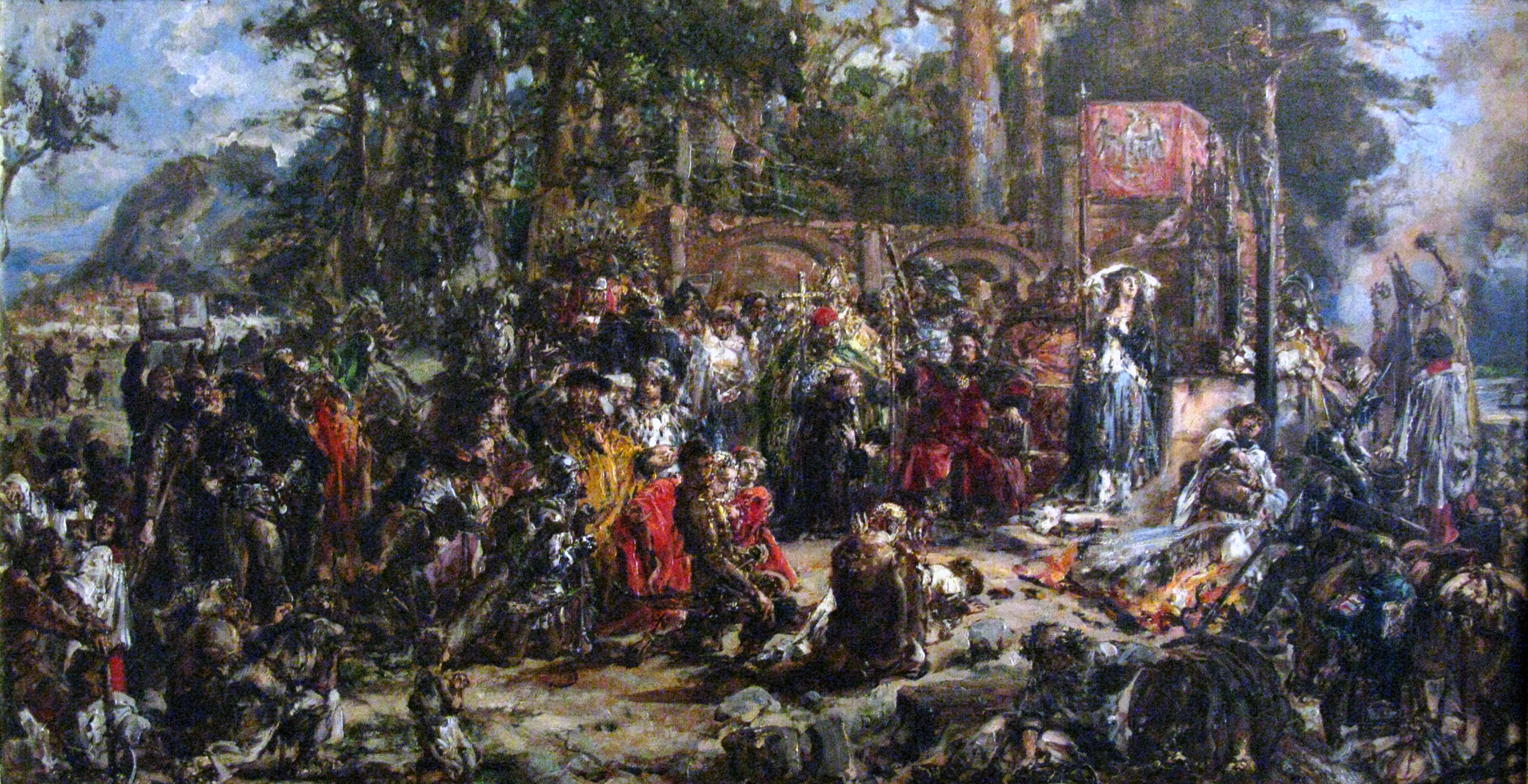
Ян Матейко. Крещение Литвы

Первое упоминание топонима «Литва» связано с католической миссией, он упоминается в Магдебургских анналах в связи с убийством в 1009 году св. Бруно Кверфуртского «на границе указанной области (Пруссии), Руссии и Литвы».
Литовцы приняли христианство позже чем большинство других европейских народов. Великий князь Миндовг был крещён в 1251 году, двумя годами позже с благословения папы Иннокентия IV Миндовг был коронован как король Литвы, впрочем из-за политических и военных конфликтов с Тевтонским орденом через десять лет после крещения Миндовг отрёкся от христианской веры. Великий князь литовский Гедимин (1316—1341), основатель династии Гедиминовичей, остался язычником, несмотря на то, что в письмах папе Иоанну XXII выражал желание принять христианство. Потомки Гедимина по политическим соображениям также балансировали между язычеством и христианством, и в то же время между Западной и Восточной церковью. Сын Гедимина Ольгерд (1345—1377) принял православное крещение, но, по мнению Владимира Антоновича, старался придавать своему вероисповеданию частный характер, большинство литовцев сохраняло языческие верования.
Несмотря на христианство Ольгерда в его правление мученическую смерть приняли православные Виленские мученики (1347 год) и католические монахи из ордена францисканцев (1368 год).

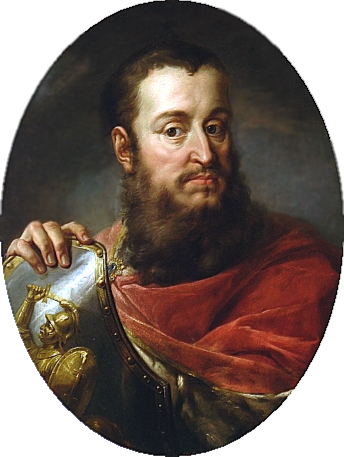
Ягайло

Крещение Литвы произошло при сыне Ольгерда Ягайло. 14 августа 1385 года между Польшей и Великим княжеством Литовским была заключена Кревская уния, положившая начало образованию литовско-польского государства. Соглашения предусматривали брак польской королевны Ядвиги и Ягайло, коронацию Ягайло королём польским и крещение Ягайло и литовцев в католическую веру. 15 февраля 1386 года Ягайло был крещён в Кракове под именем Владислав. Вслед за королём крестились его родственники и большая часть двора.
В 1387 году Ягайло вернулся в Литву. В Вильне на месте святилища Пяркунаса им был построен Кафедральный собор Святого Станислава. В последующие несколько лет всё языческое население Аукштайтии было крещено по латинскому обряду, в то время как Жемайтия, отошедшая Тевтонскому ордену, оставалась языческой. В 1389 году папа Урбан VI признал Литву католической страной. Внук Ягайло Казимир был канонизирован и почитается святым покровителем Литвы.
Великий князь Витовт проводил активную церковную политику, построил целый ряд церквей, боролся с пережитками язычества. Последним литовским регионом, принявшим христианство, стала Жемайтия, крещёная в 1413 году, после того как Торуньский мир снова передал её под власть великих князей литовских. Несмотря на формальную ликвидацию язычества в Литве, к началу XV века среди литовского крестьянства ещё долгое время сохранялись языческие обряды и традиции. К 1430 году в Виленской епархии было построено 27 церквей, за следующие 125 лет (до 1555 года) еще 232 католических храма. Люблинская уния 1569 года более тесными узами связала Литву и Польшу, образовав сильную католическую монархию, известную как Речь Посполитая. В этот же период среди литовского дворянства начал широко распространяться протестантизм. Главная роль в борьбе с реформацией принадлежала ордену иезуитов, в 1569 году они открыли Виленскую коллегию (с 1579 — университет). В 1582 году была учреждена Виленская семинария.

Святой Казимир, покровитель Литвы. Неизвестный художник. Ок. 1520. Литовский художественный музей

В конце XVIII века в результате разделов Речи Посполитой большая часть территории современной Литвы вошла в состав Российской империи. На этой территории существовало два латинских диоцеза — Виленский и Самогитский (с центром в Ковно). В 1816 году была впервые издана Библия на литовском языке (перевод выполнил жемайтийский епископ Юзеф Арнульф Гедройц, который и напечатал её на собственные средства).
Литовцы принимали участие в восстаниях 1830 и 1863 годов. Подавление восстаний отразилось и на церковной жизни, политика русификации, проводимая во второй половине XIX века русским правительством, включала в себя содействие распространению православия и ущемление прав Католической церкви. Множество католических священников было выслано в Сибирь и иные удалённые регионы Российской империи. Ряд католических храмов был превращён в православные церкви, было запрещено строить новые и ремонтировать старые католические храмы. Было запрещено занимать государственные должности (в частности, учителей в школах и гимназиях) лицам католического вероисповедания. В 1865 году Александр II утвердил закон, по которому всем высланным из западных губерний предлагалось в течение 2-х лет продать или обменять свои земли, а покупать их могли только православные. В 1864 году М. Н. Муравьёв, генерал-губернатор Литвы, ввёл запрет на использование латинского алфавита и печатные тексты на литовском языке. Запрет распространялся и на церковные книги. Относительная нормализация церковной жизни в Литве произошла в конце XIX-начале XX веков.
Сильный подъём католичество в Литве испытало в период независимости (1920—1939), во многом этому способствовало отношение к католической вере, как к черте литовского национального самосознания. В 1926 году были основаны новые епархии с центрами в Кайшядорисе, Паневежисе, Тельшяе и Вилкавишкисе, которые были подчинены Каунасской митрополии. К концу тридцатых годов в Литве было 23 мужских и 73 женских монастыря, в которых проживали 401 монах и 639 монахинь. В 1927 году был совершён торжественный акт коронации Остробрамской иконы Божией Матери. В то же время авторитарный режим Антанаса Сметоны, правивший в Литве после военного переворота 1926 года, придерживался принципов секулярного национализма и предпринял ряд мер по ограничению влияния Католической церкви на общество.

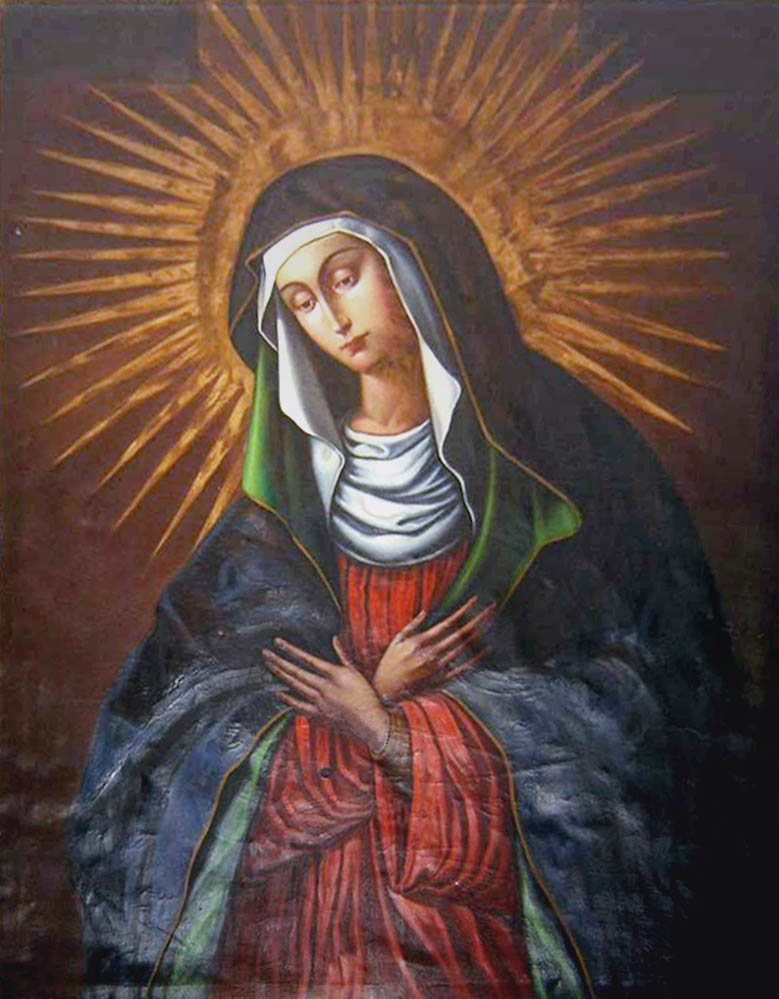
Остробрамская икона Божией Матери

После вхождения в состав СССР в 1940 году Католическая церковь Литвы сохранила возможность функционирования, но в очень ограниченных условиях. Литва была единственной республикой СССР с преимущественно католическим населением. После окончания Второй мировой войны были запрещены все католические организации, закрыты все монастыри, национализированы католические школы, запрещена католическая пресса и издание книг. Та же судьба постигла и другие вероисповедания. Из четырех католических семинарий сохранилась лишь одна — Каунасская, но и у неё отняли помещение. Численность семинаристов в ней уменьшилась с 300 до 150 к 1946 году, и до 75 к 1979 году. В 1946—1947 гг. были арестованы все епископы, кроме одного. Вильнюсский епископ Мечисловас Рейнис погиб во Владимирской тюрьме в 1953 году. В 1947 году был расстрелян тельшяйский епископ Винцентас Борисявичюс. Апостольский администратор Юлийонас Степонавичюс с 1961 года содержался под домашним арестом в Жагаре. В 40-е — 50-е годы около 600 литовских католических священников (более трети общего их числа) прошли через тюрьмы. Многие церкви были закрыты. Периодически предпринимались попытки уничтожить национальную святыню — Гору Крестов. С другой стороны имели место отдельные уступки церкви со стороны властей — например, решение Клайпедского горисполкома от 10 августа 1956 года отвело земельный участок площадью 1 га католической религиозной общине под строительство католического костёла и административного жилого здания.
13 ноября 1978 года в Литве пятью католическими ксендзами был создан Католический комитет защиты прав верующих, который направил ряд писем с конкретными требованиями в советские государственные органы, а также высоко оценил избрание кардинала Войтылы на папский престол и приветствовал его слова из речи 5 ноября 1978 в Ассизи: «молчащая церковь» более не молчит: она говорит устами папы». Кроме того, накануне выборов в Верховный Совет в СССР 4 марта 1979 года в Литве организовалась группа аналогичная московской «Выборы-79», которая выдвинула своим кандидатом в депутаты органиста собора св. Петра и Павла в Вильнюсе Эгмонтаса Мешкаускаса. 
После восстановления независимости Католическая церковь в Литве испытывала подъём. В связи с торжествами по случаю празднования 600-летия крещения Литвы 28 июня 1987 года папа римский Иоанн Павел II причислил к лику блаженных Юргиса Матулайтиса. В 1988 году Винцентас Сладкявичюс стал первым литовским кардиналом. 4 — 10 сентября 1993 года Иоанн Павел II совершил пастырскую поездку в Литву. Была восстановлена деятельность католических организаций, запрещённых в советское время, вновь открыта Вильнюсская семинария, возобновлено издание католической прессы и радиовещание.

## Современное состояние

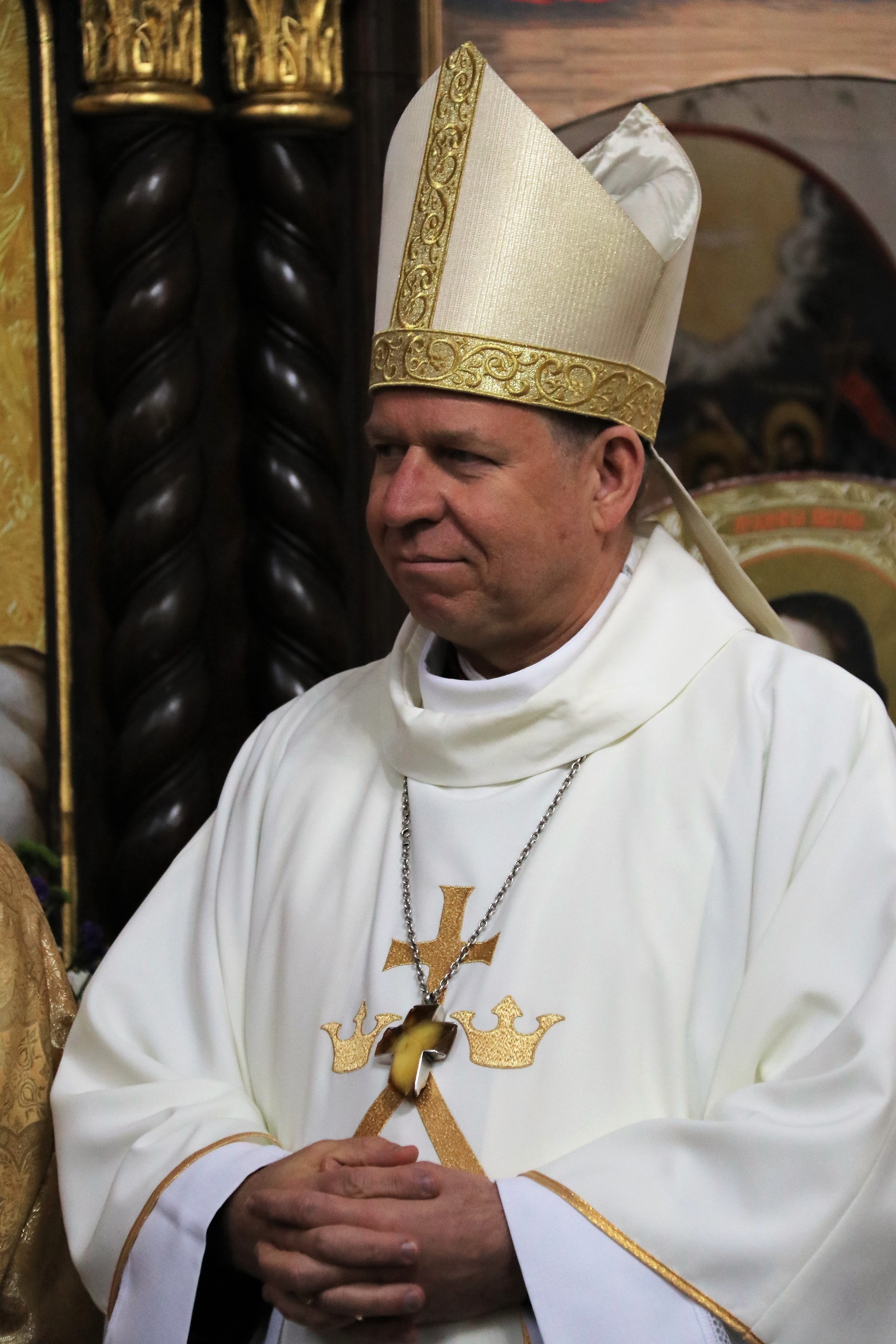
Архиепископ Гинтарас Линас Грушас

Структурно Католическая церковь Литвы объединена в две митрополии, Вильнюсскую и Каунасскую. Им подчинены 5 епархий. В Литве создан военный ординариат для окормления военнослужащих католиков. По данным на 2005 год в стране насчитывалось 2 миллиона 766 тысяч католиков (80 % населения), 779 священников, 145 монахов (из них 98 иеромонахов), 773 монахини и 677 приходов. Архиепископ митрополит Вильнюса Гинтарас Линас Грушас в 2013 году стал кардиналом. В Литве действуют четыре католические семинарии: Каунасская, Вильнюсская, Тельшяйская и семинария Вилкавишкиса.
Почётный статус малой базилики присвоен восьми католическим храмам Литвы:
- Кафедральный собор Святого Станислава (Вильнюс)
- Малая базилика Явления Пресвятой Девы Марии (Жемайчю-Калвария)
- Собор Святых Петра и Павла (Каунас)
- Базилика Воскресения Христа (Каунас)
- Базилика Вознесения Пресвятой Девы Марии (Крекенава)
- Базилика Святого Михаила Архангела (Мариамполе)
- Базилика Пресвятой Девы Марии (Тракай)
- Базилика Рождества Пресвятой Девы Марии (Шилува)

Хотя около 80 % населения страны заявляет о своей принадлежности Католической церкви, для многих литовцев католическая вера — лишь часть национально-культурной идентификации. Согласно опросу Евробарометра в 2005 году лишь 49 % литовцев заявили о том, что они верят в Бога, а 12 % декларировали своё атеистическое мировоззрение. Уровень религиозности различен среди разных этнических групп, так в Вильнюсе каждый десятый поляк посещает мессу каждое воскресенье, тогда как среди литовцев таких всего 5 %. Ещё 43 % поляков посещают службы не реже чем раз в месяц (литовцев — 24,5 %).
В стране издаётся большое количество католической литературы, журнал «Каталику пасаулис» («Католический мир»), действует католическая радиостанция «Малая студия» и литовский филиал Радио Мария. Во всех литовских школах ведётся изучение католической религии, школьная программа предоставляет возможность учащимся выбора одной из двух дисциплин — католичества или светской этики.
Статистика по епархиям (данные 2005 года):
| Епархия              | Епархия     | Статус     | Митрополия | Число католиков | Число священников | Число приходов | Глава                 | Кафедральный собор                         |
| Архиепархия Вильнюса | Vilnius     | Митрополия |            | 570 000         | 153               | 94             | Гинтарас Линас Грушас | Собор Святого Станислава (Вильнюс)         |
| Архиепархия Каунаса  | Kaunas      | Митрополия |            | 529 800         | 135               | 90             | Лёнгинас Вирбалас     | Собор Святых Петра и Павла (Каунас)        |
| Епархия Кайшядориса  | Kaišiadorys | Епархия    | Вильнюс    | 48 893          | 60                | 68             | Йонас Иванаускас      | Собор Преображения Господня, Кайшядорис    |
| Епархия Паневежиса   | Panevėžys   | Епархия    | Вильнюс    | 333 300         | 92                | 112            | вакансия              | Собор Христа Царя, Паневежис               |
| Епархия Шяуляя       | Šiauliai    | Епархия    | Каунас     | 269 861         | 65                | 67             | Эугениюс Бартулис     | Собор Святых Петра и Павла, Шяуляй         |
| Епархия Вилкавишкиса | Vilkaviškis | Епархия    | Каунас     | 382 400         | 121               | 103            | Римантас Норвила      | Собор Пресвятой Девы Марии, Вилкавишкис    |
| Епархия Тельшяя      | Telšiai     | Епархия    | Каунас     | 541 765         | 134               | 143            | Йонас Борута          | Собор Святого Антония Падуанского, Тельшяй |